# Eilema angulata
Eilema angulata är en fjärilsart som beskrevs av Fletcher 1957. Eilema angulata ingår i släktet Eilema och familjen björnspinnare. Inga underarter finns listade i Catalogue of Life.